# Ђулен Агирезабала
Ђулен Агирезабала Астулез (шп. Julen Agirrezabala Astúlez; Сан Себастијан, 26. децембар 2000) је шпански фудбалер који тренутно наступа за Атлетик Билбао. Игра на позицији голмана.

## Успеси
Атлетик Билбао
- Куп Шпаније (1) : 2023/24.[2]
- Суперкуп Шпаније: (финале: 2022)[3]

 Шпанија до 21
- Европско првенство до 21 године:  2023.[4]